# 웨이쯔웨
웨이쯔웨(중국어: 魏子越, 병음: Wèi Ziyuè, 한자음: 위자월, 1998년 8월 25일 ~ )는 중국의 가수다.

## 방송
- 이단지명 (2019)
- PRODUCE X 101 (2019) - 발표순위 43위
- 창조영 2021 (2021)

## 음반
- 更发光 (2019)
- _지마 (X1-MA) (2019)
- 我们一起闯 (2021)